# Malý seminář (Nitra)
Malý seminář je klasicistní palácová budova na Pribinově náměstí v nitranském Horním městě. Budova, spolu s budovou Velkého semináře, v současnosti slouží mezidiecéznímu kněžskému semináři sv. Gorazda, který poskytuje formaci kandidátům kněžství nitranské i žilinské diecéze.
Dvoupodlažní objekt byl postaven ve tvaru písmene „U“ na starším základě v letech 1876–1884. Zásluhu na jeho postavení má biskup Augustín Roškováni. Zakladatelem kněžského semináře byl biskup Imrich Paluďai (Palugyay).
Ve vstupním prostoru se nacházejí 2 erby s nápisy, které naznačují poslání budovy. Na pravé straně je erb biskupa Paluďaia s latinským textem: Gloria aeterna praesuli Emerica Palugyay, Qui Haec Atria Insignia e Zelo posito Legato, iuventuti ecdclesiasticae Instituut Iussit, což v překladu znamená Věčná sláva biskupovi Imrichovi Palugyayovi , který tyto prostory ze své vynikající obětavosti zanechávajíce potřebný kapitál pro cíle církevního dorostu přikázal zřídit. Na levé straně je erb biskupa Roškoványiho s dalším latinským textem: Honoris gratisci praesulis Augustini Roškoványi Devoveor Qui aedes has, virtuti scienciisque sacras singulari pietate et zelo aperuit Iuvenesque levitas favore charitate ac tutela prosecutus perbenigne iuvit. Text v překladu znamená Zasvěcuji k úctě vděčnému biskupovi Augustinovi Roškoványimu, který tuto budovu, zasvěcenou ctnosti a vědám, jedinečnou zbožností a horlivostí otevřel a mladých levity přízní, láskou a ochranou preláskavou pomáhal doprovázet.
V první polovině 90. let 20. století proběhla z iniciativy nitranského biskupa Jana Ch. Korce rozsáhlá rekonstrukce budovy a bylo dostavěno zadní křídlo, čímž se dispozice změnila na čtyřkřídlou s atriem uprostřed. Na štítu budovy byl umístěn biskupský erb Jana Ch. Korce.